# Cochranella erminea
Cochranella erminea es una especie de anfibio anuro de la familia Centrolenidae.

## Distribución geográfica
Esta especie es endémica de Perú. Se encuentra en las regiones de Junín y Cuzco, en la cuenca del río Tambo, entre los 349 y 923 m sobre el nivel del mar.

## Descripción
El holotipo femenino mide 23 mm.

## Publicación original
- Torres-Gastello, Suárez-Segovia & Cisneros-Heredia, 2007: Cochranella erminea, a new species of Centrolenidae (Amphibia: Anura: Athesphatanura) from Amazonian Peru. Journal of the National Museum in Prague. Natural History Series/ Casopis Národního muzea v Praze. Rada prírodovedná, vol. 176, p. 1-12[4]